# Tulsa Sound
De Tulsa Sound is een muziekstijl die is ontstaan in Tulsa, Oklahoma. Het is een mix van rockabilly, rock-'n-roll en blues. Meest bekende vertolkers van de Tulsa Sound zijn J.J. Cale, Leon Russell, Elvin Bishop, Roger Tillison, Gene Crose, David Gates, Dwight Twilley, The Gap Band, Jim Byfield, Clyde Stacy, Bill Pair en Don White.

## Populariteit
Leon Russell was de eerste uit de muziekwereld van Tulsa die het in Los Angeles probeerde. Hij speelde als sessiemuzikant met Ricky Nelson en James Burton. Hij sloot zich aan bij de Phil Spector's Wrecking Crew en produceerde onder andere voor Garry Lewis en Jan & Dean. Leon wist meer muzikanten uit Tulsa naar L.A. te krijgen, zoals Jimmy Karstein, Tommy Tripplehorn, Carl Radle en Larry Bell. 
Eric Clapton heeft een enorme invloed gehad op de populariteit van de Tulsa Sound. In het begin van zijn solocarrière, begin jaren zeventig, werkte Clapton met een aantal sessiemuzikanten uit Tulsa. Onder invloed van dezen, onder wie bassist Carl Radle, organist Dick Sims en drummer Jamie Oldaker, nam Clapton enkele liedjes op van J.J. Cale. Deze en andere liedjes, waaronder Tulsa time van Danny Flowers, hebben die specifieke Tulsa Sound. Volgens Clapton is het album 461 Ocean Boulevard uit 1974 een ode aan J.J. Cale. Clapton heeft ook een aantal malen in Tulsa opgetreden in deze periode en in 1993 speelde hij er samen met zijn voorbeeld.

## J.J. Cale
J.J. Cale heeft een enorme invloed gehad op de Britse muzikanten Eric Clapton en Mark Knopfler. Zijn liedjes zijn daarnaast opgenomen door Lynyrd Skynyrd, Deep Purple, The Allman Brothers Band, Johnny Cash, The Band, Santana, Captain Beefheart en Bryan Ferry. Ondanks zijn bescheiden bekendheid buiten de Verenigde Staten heeft Cale dus een enorme invloed gehad op de huidige pop- en countrymuziek.